# Jan Nepomucen Szczurowski
Jan Nepomucen Szczurowski, także Ignacy (ur. 16 maja 1771 w Pińczowie, zm. 30 października 1849 w Warszawie) – polski śpiewak operowy (bas) i aktor teatralny.

## Życiorys
Był synem Michała i Franciszki Szczurowskich, miał trójkę rodzeństwa. Podstawy edukacji odebrał w Pińczowie, następnie kształcił się u Franciszka Ksawerego Kratzera w Krakowie w szkole śpiewu księdza Wacława Sierakowskiego. Debiutował w Krakowie w 1787 roku, w 1788 roku występował z zespołem Wojciecha Bogusławskiego w Dubnie. Po powrocie do Krakowa był członkiem zespołu teatralnego Jacka Kluszewskiego. W 1793 roku został zatrudniony jako basso buffo do zespołu Teatru Narodowego w Warszawie, na deskach którego zadebiutował rolą Paniotta we Fraskatance Giovanniego Paisiella. W tym samym roku wystąpił jako Altamur w operze Antonia Salieriego Axur, król Ormus – pierwszej operze seria wystawionej w języku polskim. 1 marca 1794 roku wystąpił w roli Bryndasa w prapremierowym przedstawieniu wodewilu Jana Stefaniego Cud mniemany, czyli Krakowiacy i Górale. W latach 1795–1799 występował w zespole Wojciecha Bogusławskiego we Lwowie, gdzie od 1797 roku był również członkiem zespołu austriackiego. Grał na wiolonczeli na koncertach organizowanych przez Józefa Elsnera. W 1798 roku poślubił aktorkę Joannę Gamalską.
W 1799 roku powrócił z zespołem Bogusławskiego do Teatru Narodowego w Warszawie, w którym występował aż do przejścia na emeryturę w 1839 roku, z przerwą w sezonie 1806/1807, kiedy to śpiewał we Lwowie, Dubnie, Kamieńcu Podolskim i Tulczynie. Gościnnie występował w Kaliszu (1801, 1802–1805, 1808, 1809, 1811), Poznaniu (1800, 1808, 1809), Białymstoku (1808), Krakowie (1809) i Gdańsku (1811). Od 1813 do 1821 roku był akcjonariuszem spółki akcyjnej kierującej Teatrem Narodowym, powołanej przez Ludwika Osińskiego. W 1833 roku kreował rolę Bartola w Cyruliku sewilskim Gioacchino Rossiniego podczas przedstawienia uświetniającego oddanie do użytku nowo wybudowanego gmachu Teatru Wielkiego w Warszawie. W 1837 roku obchodził w tym teatrze jubileusz 50-lecia pracy artystycznej.
W 1839 roku przeszedł na emeryturę i rok później zamieszkał w Kielcach, gdzie organizował koncerty. W 1841 roku został członkiem Rady Nadzorczej Kieleckiego Zakładu Opiekuńczego. W 1845 roku wrócił do Warszawy, gdzie wystąpił na uroczystości 25-lecia Resursy Kupieckiej.
Jako śpiewak cechował się głębokim głosem, brakowało mu jednak talentu aktorskiego, w związku z czym obsadzany był głównie w rolach drugoplanowych. W swoim repertuarze miał role m.in. Sarastra w Czarodziejskim flecie, Leporella w Don Giovannim, Bartola w Cyruliku sewilskim, Lancelota w Pałacu Lucypera, Bryndasa w Krakowiakach i Góralach. Przełożył z francuskiego melodramat René-Charles’a Guilberta de Pixérécourt i Josepha-Marie Loaisela-Tréogate Wielki myśliwy, czyli Wyspa Palmowa (premiera Teatr Narodowy 1806). Uczył gry na fortepianie córkę Karola Kurpińskiego, którego w 1810 roku rekomendował na dyrygenta Teatru Narodowego. Należał do loży masońskiej. Został pochowany w katakumbach na cmentarzu Powązkowskim w Warszawie.